# Dialyseur

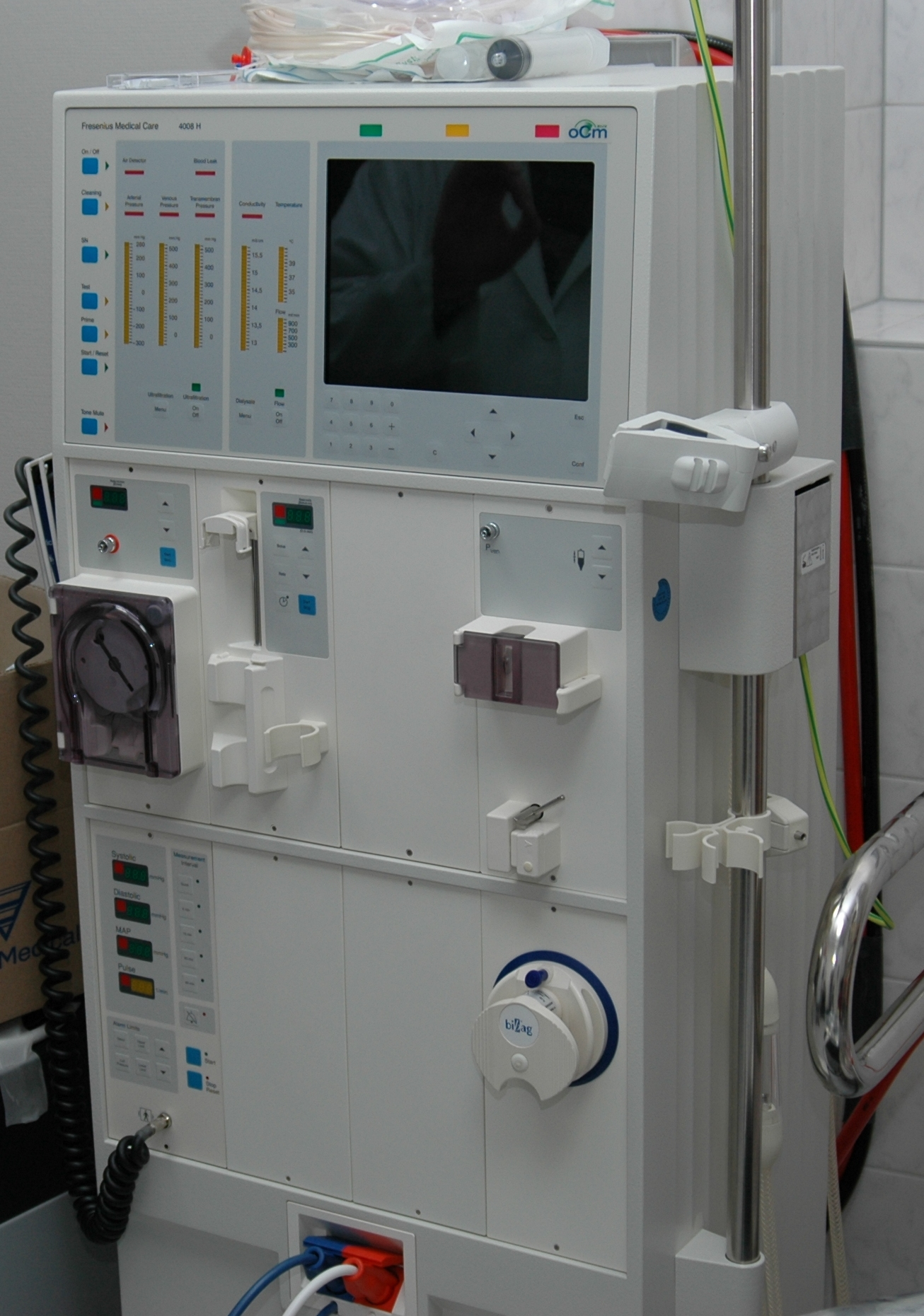
Une machine à hémodialyse (2006).

Le dialyseur, aussi appelé « rein artificiel » est un appareil permettant lors d'une hémodialyse les échanges entre le sang (canalisé généralement dans des capillaires creux) et le dialysat, liquide bien formulé chimiquement et dépourvu de déchets. Ces échanges à travers une membrane semi-perméable permettent une épuration.